# قانون نيومان
ينص قانون نيومان على أن الحرارة الجزيئية في المركبات ذات التكوين المماثل هي نفسها دائمًا. سميت على اسم عالم المعادن والفيزيائي الألماني فرانز إرنست نيومان.